# 鹿島村 (福島県石城郡)
鹿島村（かしまむら）は福島県南東部、石城郡に属していた村。現在のいわき市中南部（小名浜地区・常磐地区）、国道6号常磐バイパスの東側一帯、矢田川中流域にあたる。
なお現在、旧村域に属する大字は、土地区画整理事業に伴う住所変更がなされた地域を除き、小名浜地区に属する区域は鹿島町を、常磐地区に属する区域は常磐を冠する。

## 地理
- 河川：矢田川

## 歴史
- 1889年（明治22年）4月1日 - 町村制の施行により、上矢田村、下矢田村、松久須根村、三沢村、米田村、下蔵持村、上蔵持村、走熊村、久保村、船戸村、飯田村、御代村が合併して磐前郡鹿島村が発足。
- 1896年（明治29年）4月1日 - 所属郡が石城郡に変更。
- 1953年（昭和28年）10月10日 - 小名浜町に編入。同日鹿島村廃止。
- 1954年（昭和29年）
  - 3月29日 - 小名浜町の一部（旧・鹿島村の大字松久須根・三沢・上矢田）が湯本町に編入。
  - 3月31日 - 小名浜町が泉町・江名町・渡辺村と合併して磐城市が発足。湯本町が磐崎村と合併して常磐市が発足。
- 1966年（昭和41年）10月1日 - 磐城市・常磐市が平市・内郷市・勿来市、石城郡小川町・遠野町・四倉町・川前村・田人村・好間村・三和村、双葉郡久之浜町・大久村と合併していわき市が発足。

## 交通

### 道路
現在は国道6号常磐バイパスが旧村域を通過するが、当時は未開通。